# Réserve indienne de Pyramid Lake
Pyramid Lake est une réserve indienne américaine d'une tribu de Païutes située au Nevada.

## Démographie
En 2017, sa population s'élève à 1 473 habitants, selon l'American Community Survey.
| Groupe            | Pyramid Lake | Nevada | États-Unis |
| ----------------- | ------------ | ------ | ---------- |
| Amérindiens       | 75,4         | 1,2    | 0,9        |
| Blancs            | 21,0         | 66,2   | 72,4       |
| Métis             | 1,4          | 4,7    | 2,9        |
| Autres            | 2,2          | 27,9   | 23,8       |
| Total             | 100          | 100    | 100        |
|                   |              |        |            |
| Latino-Américains | 6,9          | 26,5   | 16,7       |